# 羽生マジック

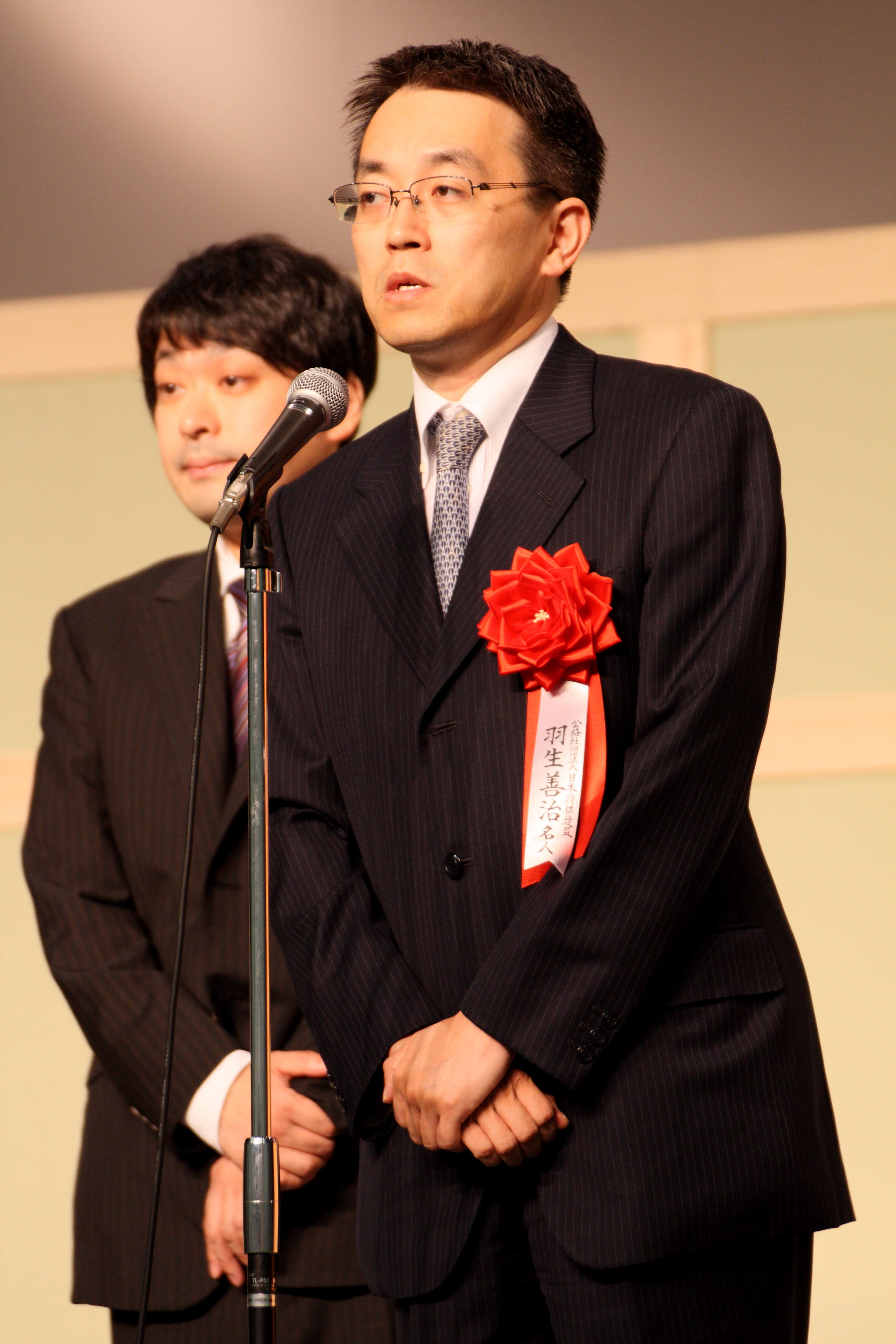
羽生善治。2014年8月30日のJT杯2回戦にて。後ろは対局相手の行方尚史。

羽生マジック（はぶマジック）は、羽生善治が将棋の中終盤でみせる妙手のこと。まるでマジックをみせられたかのような信じられない手を指して大逆転することからこの名がついた。また羽生の棋風そのものを表現する言葉としても用いられる。

## 概要
羽生は、佐藤康光をはじめとした同世代の若手棋士たちとともにデビュー当時から破竹の活躍をみせていた。当初はチャイルドブランド、後に羽生世代と呼ばれる彼らのなかでも羽生は代表的な存在であり、その強さや勝率以上に彼の特異な棋風で注目を集めていた。その一つが複雑な局面をさらに複雑化させるような曲線的な手で、それがしばしば鮮やかな逆転を生み出していた。羽生の若手時代から「羽生マジック」という言葉は多用されていたが、けっして最初から明確な定義があったわけではなく、単に「羽生が指した絶妙手」以上の意味を持っていなかった。しかし2010年の鈴木大介の評にみられるように、この言葉には相手の選択肢を極端に広げる「複雑な手を指して相手が考えすぎている間に局面を難しくして」逆転するという、はっきりとした輪郭が与えられるようになった。

## 事例

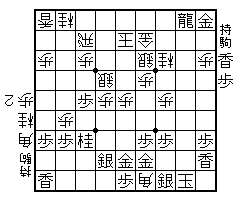
第23期竜王戦挑戦者決定戦第1局
67手まで(先手:久保　後手:羽生)
4九の角がタダで取られそうな局面であるが、ここで羽生は△3六歩とついた

右図からの一手、△3六歩は「羽生マジック」の典型である。先手が▲4九金と角をとれば△3七歩成とすることができるが、その瞬間は詰めろではない。つまり先手の久保は角をとって、詰めろをかければ勝ちであり、受ける手を探してもよい。選択肢が広がっているはずだが、実際には追い込まれているという。佐藤康光はこの局面が先手にとって「何かありそうだけど分からない。対局者がそう思うと焦って一番まずい」ものだと指摘した。

## 羽生本人の見解
羽生本人も自身の手がしばしば「羽生マジック」と形容されることは自覚しているが、「マジック」という言葉の響きにある「奇術」や「ペテン」といったニュアンスには違和感があると繰り返し述べている。彼によれば、あくまでも自分が最善手だと考える手を指しているのであり、「相手を罠にはめる」「起死回生の大逆転」を目指しているわけではないという。また羽生はそういった言葉を使われることに対して、自分の勝負観の違いや、「これでいける」という踏み込みの甘さがそういった表現を呼ぶのではないかと語っている。
ただし『日本将棋用語事典』(2004)での談話では、不利な局面についてはこれは相手が間違ってくれない限り逆転は難しく、よって間違いの可能性が発生する「複雑な」局面に持っていくことを心がけているとし、羽生マジックを（極論すれば）「複雑化を目指す一手という感じ」としている。

## 書誌情報
- 羽生善治「羽生マジック―実戦・創作 次の一手・詰将棋」日本将棋連盟、1996年。
- 羽生善治「羽生マジック〈2〉「実戦・創作・定跡」次の一手」日本将棋連盟、1998年。
- 森雞二との共著「羽生善治の必殺の一手100―羽生マジック傑作選」日本文芸社、2003年。